# Midnight Special
Midnight Special is een Amerikaanse sciencefictionfilm uit 2016, geschreven en geregisseerd door Jeff Nichols. De film ging op 12 februari in première op het Internationaal filmfestival van Berlijn.

## Verhaal
Roy en zijn achtjarige zoon zijn op de vlucht met de auto. De jongen heeft buitengewone krachten en moet een beschermende donkere bril dragen. Zowel religieuze extremisten als de regering zijn geïnteresseerd in deze krachten en zijn samen met de lokale politie op zoek naar hen. De liefhebbende vader doet er alles aan om zijn zoon te beschermen wiens gaven het lot van de gehele wereld kunnen veranderen.

## Rolverdeling
| Acteur           | Personage    |
| ---------------- | ------------ |
| Michael Shannon  | Roy          |
| Joel Edgerton    | Lucas        |
| Kirsten Dunst    | Sarah        |
| Jaeden Lieberher | Alton        |
| Adam Driver      | Sevier       |
| Bill Camp        | Doak         |
| Scott Haze       | Levi         |
| Sam Shepard      | Calvin Meyer |
| Paul Sparks      | Agent Miller |

## Productie
De filmopnames begonnen op 20 januari 2014 in New Orleans en namen 40 dagen in beslag. De film ontving positieve kritieken van de filmcritici met een score van 88% op Rotten Tomatoes.